# Orgilus jennieae
Orgilus jennieae är en stekelart som beskrevs av Marsh 1979. Orgilus jennieae ingår i släktet Orgilus och familjen bracksteklar. Inga underarter finns listade i Catalogue of Life.